# 牛ウイルス性下痢
牛ウイルス性下痢（うしういるすせいげり、英:bovine viral diarrhea）とは牛ウイルス性下痢ウイルス（BVDV）感染を原因とするウシの感染症。牛ウイルス性下痢による経済的損失は自然状態ではウシ1頭当たり10~40$程度だと推定されている。
日本では家畜伝染病予防法において届出伝染病に指定されており、対象動物はウシ、スイギュウ。なお、日本獣医学会の提言で法令上の名称が「牛ウイルス性下痢・粘膜病」（うしういるすせいげりねんまくびょう、英:bovine viral diarrhea-mucosal disease,BVD-MD）から「牛ウイルス性下痢」に変更された。

## 原因
BVDVはフラビウイルス科ペスチウイルス属に属するRNAウイルスである。BVDV-1およびBVDV-2の2種が存在する。培養細胞に対する病原性により細胞病原性株（CPE+）、非細胞病原性株（CPE-）に分類される。

## 疫学
世界中に分布する。BVDVは多くのウシ科動物に感染し、感染動物の分泌物中にウイルスが含まれる。ウシでは免疫寛容を示す持続感染牛（PI牛）が主な感染源となる。

## 症状

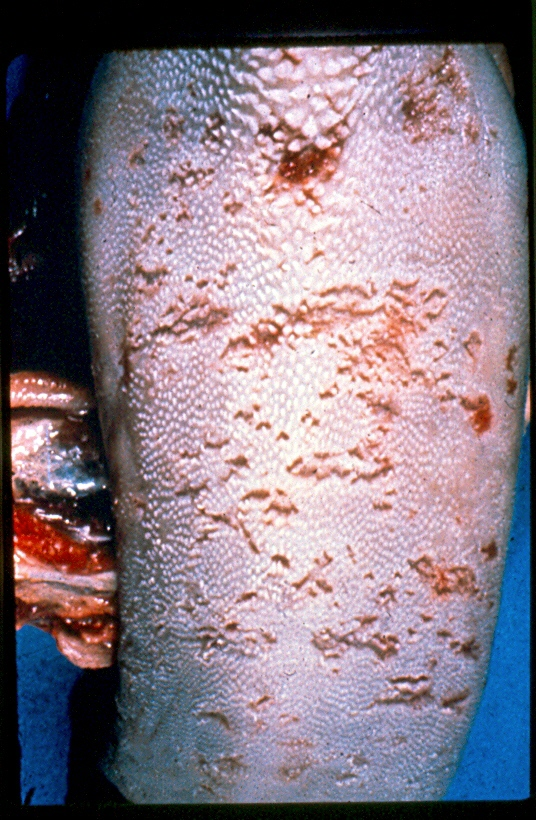
BVD-MDによる舌の潰瘍

牛ではこのウイルスに感染しても多くの場合は不顕性感染となるが、発熱、下痢、呼吸器症状、粘膜病、早期胚死滅、流産などを引き起こすことがある。妊娠牛が感染すると胎盤を介して胎子にこのウイルスが伝播することがあり、胎齢45~125日の胎子が感染し、流産することなく出生に至った個体は免疫寛容となり、持続感染牛となる。これは牛の免疫能の発達する胎齢は90~120日であり、これ以前の感染ではウイルス抗原を自己タンパク質として認識してしまうためである。また、胎齢100~150日に感染した胎子では内水頭症、脳幹、網膜、視神経の低形成が生じることがある。なお、胎齢150日以降での感染では抗体を有した子牛が娩出される。非細胞病原性株に持続感染している牛に同一血清型の細胞病原性株が重感染した場合あるいは持続感染している非病原性株が突然変異により病原性株に変異した場合に消化器のびらん、潰瘍を特徴とした粘膜病を発症することがある。粘膜病は急性および慢性の経過をとるが、いずれも致死率は100%に近い。持続感染牛は遅くとも1歳齢までに粘膜病を発症する。

## 診断
ウイルスの分離同定。ただし、3ヶ月齢未満の仔牛では移行抗体の影響によりBVDV感染個体を陰性と判定してしまう可能性がある。その他の診断法としてRT-PCRが用いられる。

## 治療
特別な治療法は存在せず、対症療法を行う。持続感染牛は摘発淘汰する。

## 予防
BVDV-1を免疫原とした生ワクチンが存在するが、このワクチンはBVDV-2に対する効果は低い。持続感染牛の摘発淘汰はBVDVの蔓延に対する有効な手段である。